# Молоков, Николай Александрович
Николай Александрович Молоков (19.08.1925, Днепропетровская область — 31.12.1998) — пулемётчик 1008-го стрелкового полка, младший сержант — на момент представления к награждению орденом Славы 1-й степени.

## Биография
Родился 19 августа 1925 года в селе Великая Александровка Васильковского района Днепропетровской области. Украинец. Член ВКП/КПСС с 1967 года. Окончил 4 класса. Работал в колхозе.
В Красной Армии с 1943 года. В боях Великой Отечественной войны с сентября 1943 года. Воевал на Юго-Западном, 4-м и 3-м Украинских фронтах. В составе 944-го стрелкового полка 259-й стрелковой дивизии 3-й гвардейской армии участвовал в форсировании Днепра и освобождении Запорожья, уничтожении никопольско-криворожской группировки противника. В этих боях был ранен. Вернулся в строй в состав 1008-го стрелкового полка 266-й стрелковой дивизии. Освобождал правобережную Украину и Румынию в ходе Березнеговато-Снигирёвской, Одесской и Ясско-Кишинёвской операций.
Пулемётчик 1008-го стрелкового полка красноармеец Молоков 28 августа 1944 года в боях на подступах к городу Плоешти подавил две вражеские огневые точки, мешавшие продвижению наших войск, и вывел из строя свыше десяти пехотинцев. Был трижды ранен, но поля боя не покинул.
Приказом командира 266-й стрелковой дивизии от 26 января 1945 года за мужество, проявленное в боях с врагом, красноармеец Молоков награждён орденом Славы 3-й степени.
В сентябре 1944 года 5-я ударная армия была передислоцирована на 1-й Белорусский фронт и участвовала в боях на Магнушевском плацдарме. В январе-феврале 1945 года войска армии в ходе Висло-Одерской операции прошли с боями около шестисот километров, преодолели Одер и удерживали плацдарм севернее Кюстрина. В этих боях вновь отличился красноармеец Молоков.
13-15 февраля 1945 года в боях на плацдарме восточнее населённого пункта Лечин при отражении контратаки противника он истребил свыше десяти солдат. Был ранен, но остался в строю. Когда его пулемёт был выведен из строя, вёл огонь из личного оружия.
Приказом по 5-й ударной армии от 12 марта 1945 года красноармеец Молоков награждён орденом Славы 2-й степени.
16 апреля 1945 года началась Берлинская операция. Младший сержант Молоков 17 апреля из пулемёта поразил две огневые точки, чем помог батальону форсировать реку Альта-Одер. В боях на улицах Берлина подавил огневую точку и сразил свыше десяти солдат.
Указом Президиума Верховного Совета СССР от 15 мая 1946 года за мужество, отвагу и героизм, проявленные в борьбе с захватчиками, младший сержант Молоков Николай Александрович награждён орденом Славы 1-й степени.
После войны служил в армии. В 1950 году старшина Молоков уволен в запас. Жил в селе Петровское. Работал шофёром в совхозе.
Награждён орденами Отечественной войны 1-й степени, Славы 1-й, 2-й и 3-й степени, Трудового Красного Знамени, медалями.
Умер 31 декабря 1998 года.